# Hu Na
Hu Na (胡娜S; 16 aprile 1963) è un'ex tennista cinese.
In seguito al suo rifiuto di aderire al Partito Comunista Cinese, ha ottenuto l'asilo politico negli Stati Uniti.

## Carriera
In carriera ha vinto un titolo di doppio, lo Schenectady Open nel 1989, in coppia con l'australiana Michelle Jaggard. Nei tornei del Grande Slam ha ottenuto il suo miglior risultato raggiungendo il terzo turno nel singolare a Wimbledon nel 1985, e nel doppio all'Open di Francia nel 1988 e agli US Open nel 1987.
Con la squadra cinese di Fed Cup ha disputato un totale di 7 partite, collezionando 5 vittorie e 2 sconfitte.

## Statistiche

### Doppio

#### Vittorie (1)
| Numero | Anno           | Torneo                        | Superficie | Compagna         | Avversarie in finale       | Punteggio |
| 1.     | 30 luglio 1989 | Schenectady Open, Schenectady | Cemento    | Michelle Jaggard | Sandra Birch Debbie Graham | 6–3, 6-2  |

#### Finali perse (2)
| Numero | Anno             | Torneo                                       | Superficie | Compagna         | Avversarie in finale          | Punteggio     |
| 1.     | 1º novembre 1987 | Virginia Slims of Indianapolis, Indianapolis | Cemento    | Beverly Bowes    | Jenny Byrne Michelle Jaggard  | 2-6, 3-6      |
| 2.     | 14 aprile 1990   | Japan Open Tennis Championships, Tokyo       | Cemento    | Michelle Jaggard | Kathy Jordan Elizabeth Smylie | 0-6, 6-3, 1-6 |

### Risultati in progressione
| Sigla | Risultato               |
| ----- | ----------------------- |
| V     | Vincitore               |
| F     | Finalista               |
| SF    | Semifinalista           |
| O     | Oro olimpico            |
| A     | Argento olimpico        |
| SF    | Bronzo olimpico         |
| QF    | Quarti di Finale        |
| 4T    | Quarto turno            |
| 3T    | Terzo turno             |
| 2T    | Secondo turno           |
| 1T    | Primo turno             |
| RR    | Round Robin             |
| LQ    | Turno di qualificazione |
| A     | Assente                 |
| ND    | Non disputato           |

| Legenda superfici    |
| -------------------- |
| Cemento              |
| Terra battuta        |
| Erba                 |
| Superficie variabile |

#### Singolare nei tornei del Grande Slam
| Torneo          | 1985 | 1986 | 1987 | 1988 | 1989 | 1990 |
| --------------- | ---- | ---- | ---- | ---- | ---- | ---- |
| Australian Open | 1T   | ND   | 2T   | A    | A    | A    |
| Open di Francia | A    | 1T   | A    | 1T   | A    | 2T   |
| Wimbledon       | 3T   | 2T   | 2T   | 1T   | 2T   | 1T   |
| US Open         | 2T   | 2T   | 1T   | 1T   | 1T   | A    |

#### Doppio nei tornei del Grande Slam
| Torneo          | 1985 | 1986 | 1987 | 1988 | 1989 | 1990 |
| --------------- | ---- | ---- | ---- | ---- | ---- | ---- |
| Australian Open | A    | ND   | 1T   | A    | A    | A    |
| Open di Francia | A    | 1T   | A    | 3T   | A    | 2T   |
| Wimbledon       | 1T   | A    | 1T   | 2T   | 2T   | 1T   |
| US Open         | A    | 2T   | 3T   | 1T   | 1T   | 1T   |

#### Doppio misto nei tornei del Grande Slam
Nessuna partecipazione